# Fatmir Bushi
Fatmir Bushi (ur. 27 grudnia 1963 w Tiranie) – albański sztangista, olimpijczyk z Barcelony.
Dwa razy w swojej karierze wywalczył brązowy medal igrzysk śródziemnomorskich, w Latakii oraz w Atenach. W latach 1990–91 uczestniczył w mistrzostwach Europy, zarówno w Aalborgu, jak i we Władysławowie nie wywalczył żadnego medalu.
W 1992 brał udział w letnich igrzyskach olimpijskich w Barcelonie. W swojej kategorii wagowej (do 67,5 kg) zajął 11. pozycję, uzyskując 290 kg w dwuboju.

## Osiągnięcia
| Rok  | Zawody                      | Miasto                 | Miejsce | Kategoria | Wynik    | Źródło |
| ---- | --------------------------- | ---------------------- | ------- | --------- | -------- | ------ |
| 1987 | Igrzyska śródziemnomorskie  | Latakia                | 3.      | 67,5 kg   | 295 kg   | [ 4 ]  |
| 1990 | Mistrzostwa Europy          | Aalborg                | 6.      | 67,5 kg   | 302,5 kg | [ 5 ]  |
| 1991 | Mistrzostwa Europy          | Władysławowo           | 7.      | 67,5 kg   | 302,5 kg | [ 6 ]  |
| 1991 | Igrzyska śródziemnomorskie  | Ateny                  | 3.      | 67,5 kg   | 297,5 kg | [ 7 ]  |
| 1992 | Letnie igrzyska olimpijskie | Barcelona              | 11.     | 67,5 kg   | 290 kg   | [ 3 ]  |
| 1993 | Igrzyska śródziemnomorskie  | Langwedocja-Roussillon | 4.      | 70 kg     | 290 kg   | [ 8 ]  |